# انکو ساگاردوی
اِنِکو ساگاردوی (باسکی: Eneko Sagardoy؛ زادهٔ ۱۷ ژانویهٔ ۱۹۹۴) بازیگر اهل اسپانیا است.
از فیلم‌ها یا برنامه‌های تلویزیونی که وی در آن نقش داشته است، می‌توان به دیار اجدادی اشاره کرد.